# Nisaxis maritima
Nisaxis maritima är en skalbaggsart som beskrevs av Thomas Casey 1887. Nisaxis maritima ingår i släktet Nisaxis och familjen kortvingar. Inga underarter finns listade i Catalogue of Life.